# Loks Land
Loks Land är en ö i Kanada.   Den ligger i territoriet Nunavut, i den östra delen av landet, 2 000 km norr om huvudstaden Ottawa. Arean är 419 kvadratkilometer.
Terrängen på Loks Land är lite kuperad. Öns högsta punkt är 375 meter över havet. Den sträcker sig 22,3 kilometer i nord-sydlig riktning, och 31,0 kilometer i öst-västlig riktning.
Trakten runt Loks Land består i huvudsak av gräsmarker.